# کستل دنجر (مینه‌سوتا)
کستل دنجر (به انگلیسی: Castle Danger) یک منطقهٔ مسکونی در ایالات متحده آمریکا است که در شهرستان لیک، مینه‌سوتا واقع شده‌است. کستل دنجر ۳۰ نفر جمعیت دارد و ۱۹۱٫۱۱ متر بالاتر از سطح دریا واقع شده‌است.